# Польський простір
Польський простір — топологічний простір, гомеоморфний повному метричному простору із зліченною щільною підмножиною.

## Приклади
- Дійсна пряма і будь-яка її відкрита або замкнута підмножина
- Довільний евклідів простір {\displaystyle \mathbb {R} ^{n}}
- Сепарабельні банахові простори
- Довільний компактний метризовний простір є польським простором. Зокрема це стосується компактного гаусдорфового простору зі зліченною базою
- Множина Кантора
- Куб Гільберта {\displaystyle I^{\mathbb {N} },} де {\displaystyle I} позначає одиничний інтервал
- Простір {\displaystyle \mathbb {N} ^{\mathbb {N} }} (простір послідовностей натуральних чисел із топологією добутку)
- Простір ірраціональних чисел із індукованою топологією дійсної прямої є польським простором, оскільки ірраціональні числа є Gδ-підмножиною дійсних чисел. Натомість з теореми Бера про категорії випливає, що простір раціональних чисел не є польським простором
- Простір Урисона

## Властивості
- Замкнуті відкриті підмножини польського простору є польськими просторами.

Оскільки польський простір є сепарабельним і на ньому можна ввести метрику, то і будь-який його підпростір із індукованою топологією є сепарабельним. Дійсно сепарабельний метричний простір задовольняє другу аксіому зліченності (множина куль у цій метриці із центрами у зліченній щільній підмножині і раціональними радіусами утворює зліченну базу топології). Тоді перетини елементів зліченної бази із підпростором утворює зліченну базу підпростору. Обравши точку в кожному елементі зліченної бази отримуємо зліченну щільну підмножину.
Залишається довести, що на відкритих і замкнутих підмножинах польського простору можна ввести повну метрику. Якщо розглянути деяку повну метрику на польському просторі, то її обмеження на замкнуту підмножину буде повною метрикою. Тому ця множина є польським простором.
Для відкритої підмножини U топологічного простору X позначимо {\displaystyle U^{c}} доповнення цієї множини і для точки {\displaystyle x\in U} також позначимо {\displaystyle d(x,U^{c})=\inf\{d(x,z)\ :\ z\in U^{c}\}.} Можна ввести метрику на U:
{\displaystyle d_{0}(x,y)=d(x,y)+\left|{\frac {1}{d(x,U^{c})}}-{\frac {1}{d(y,U^{c})}}\right|}
Ця метрика породжує топологію на U індуковану від X. Дійсно згідно нерівності трикутника {\displaystyle |d(x,U^{c})-d(y,U^{c})|\leqslant d(x,y)} і тому функція {\displaystyle x\to d(x,U^{c})} є неперервною. Тому послідовність {\displaystyle \{x_{n}\}} збігається до x у метриці d тоді і тільки тоді, коли вона збігається до x у метриці {\displaystyle d_{0}.} Тому метрика {\displaystyle d_{0}} породжує індуковану топологію на U.
Для доведення повноти метрики, нехай {\displaystyle \{x_{n}\}} є фундаментальною послідовністю для {\displaystyle d_{0}.} Тоді вона також є фундаментальною для d і тому збігається до точки {\displaystyle x\in X.} Точка x належить U в іншому випадку було б {\displaystyle \lim _{n}d(x_{n},U^{c})=0} і звідси {\displaystyle \limsup _{n,m}d_{0}(x_{n},x_{m})=\infty ,} що суперечить фундаментальності {\displaystyle \{x_{n}\}} для {\displaystyle d_{0}.} Як наслідок {\displaystyle \{x_{n}\}} збігається до x у метриці {\displaystyle d_{0},} що завершує доведення повноти цієї метрики.
- Диз'юнктне об'єднання скінченної чи зліченної кількості польських просторів є польським простором.

Нехай {\displaystyle X_{n}} позначають відповідні польські простори, {\displaystyle D_{n}} — їх щільні зліченні підмножини, а {\displaystyle d_{n}} — деякі повні метрики на просторах. Можна припустити, що для всіх цих метрик {\displaystyle d_{n}(x,y)\leqslant 1} (в іншому випадку можна розглянути повні метрики {\displaystyle \min(d_{n}(x,y),1),} що породжують ті ж топології). Диз'юнктне об'єднання {\displaystyle D_{n}} є зліченною множиною, що є цільною у диз'юнктному об'єднанні польських просторів. Метрика {\displaystyle d} задана як {\displaystyle d(x,y)=d_{n}(x,y),} якщо {\displaystyle x,y} належать одному {\displaystyle X_{n}} і {\displaystyle d(x,y)=1} в іншому випадку, є повною метрикою на диз'юнктному об'єднанні {\displaystyle X_{n}}, що завершує доведення
- Будь-яка G-дельта-підмножина польського простору є польським простором.
Нехай {\displaystyle Y=\cap _{n}U_{n},} де {\displaystyle U_{n}} є відкритими підмножинами польського простору {\displaystyle X.} Тоді всі {\displaystyle U_{n}} і їх добуток {\displaystyle \prod _{n}U_{n}} є польськими просторами. Перетин діагоналі {\displaystyle \Delta \subset \prod _{n}X} із підпростором {\displaystyle \prod _{n}U_{n}} є замкнутою підмножиною у {\displaystyle \prod _{n}U_{n}}, а тому польським простором. До того ж {\displaystyle \Delta \cap \prod _{n}U_{n}} є гомеоморфним {\displaystyle Y} через відображення, що зіставляє елементу {\displaystyle y\in Y} послідовність у {\displaystyle \prod _{n}U_{n}} всі члени якої є рівними {\displaystyle y.}
- Навпаки, якщо підмножина польського простору є польським простором, то вона є G-дельта-множиною.
- Топологічний простір є польським простором тоді і тільки тоді коли він є гомеоморфним  G-дельта-підмножині кубу Гільберта {\displaystyle I^{\mathbb {N} }}
- Прямий добуток зліченної кількості польських просторів є польським простором.

Нехай {\displaystyle X_{n}} позначають відповідні польські простори, а {\displaystyle d_{n}} — деякі повні метрики на просторах для яких {\displaystyle d_{n}(x,y)\leqslant 1.} Якщо {\displaystyle x,y\in \prod _{n}X_{n}} — точки добутку просторів із координатами {\displaystyle x_{1},x_{2},\ldots } і {\displaystyle y_{1},y_{2},\ldots } відповідно, то {\displaystyle d(x,y)=\sum _{n}{\frac {1}{2^{n}}}d_{n}(x,y)} є метрикою, що породжує топологію добутку і добуток просторів є повним метричним простором із цією метрикою.
Для доведення сепарабельності спершу слід зазначити, що як і вище всі {\displaystyle X_{n}} задовольняють другу аксіому зліченності і тому можна обрати зліченну бази топології {\displaystyle {\mathcal {U}}_{n}} для всіх {\displaystyle X_{n}.} Тоді множини виду {\displaystyle U_{1}\times \ldots \times U_{N}\times X_{N+1}\times X_{N+2}\times \ldots ,} де N є натуральним числом і всі {\displaystyle U_{n}\in {\mathcal {U}}_{n},} утворюють базу добутку. Тобто добуток топологій задовольняє другу аксіому зліченності і тому є сепарабельним простором.
- Довільна скінченна борелівська міра на польському просторі є регулярною.
- Між будь-якими двома незліченними польськими просторами існує борелівська бієкція, тобто бієкція, яка переводить борелівські множини в борелівські. Зокрема, кожен незліченний польський простір має потужність континууму.
- Теорема Кантора — Бендіксона: будь-яка замкнута підмножина в польському просторі є диз'юнктним об'єднанням досконалої підмножини, зліченної і відкритої підмножин.